# Julie Bertuccelli
Pour les articles homonymes, voir Bertuccelli.
Julie Bertuccelli est une réalisatrice française née le 12 février 1968 à Boulogne-Billancourt.
Elle est notamment connue pour son long métrage de fiction L'Arbre (2010) et son long métrage documentaire La Cour de Babel (2014).

## Biographie

### Origines et formation
Julie Mathilde Charlotte Claire Bertuccelli naît le 12 février 1968 à Boulogne-Billancourt,. Elle est la fille du réalisateur français Jean-Louis Bertucelli,.
Elle effectue des études en hypokhâgne, puis en khâgne et obtient une maîtrise de philosophie[réf. souhaitée].

### Carrière

#### Réalisatrice
Après ses études, Julie Bertuccelli devient, pendant une dizaine d’années, assistante à la réalisation sur de nombreux longs métrages, téléfilms et courts-métrages auprès d’Otar Iosseliani, Rithy Panh, Krzysztof Kieślowski, Emmanuel Finkiel, Bertrand Tavernier, Jean-Louis Bertuccelli, Christian de Chalonge, René Féret, Pierre Etaix…
À la suite d’une initiation à la réalisation documentaire en 1993, aux ateliers Varan, où elle signe son premier film Un métier comme un autre, elle réalise une quinzaine de documentaires pour Arte, France 3 et France 5 dont Une liberté!, La Fabrique des juges, Bienvenue au grand magasin, Un monde en fusion, Otar Iosseliani, le merle siffleur, Le Mystère Glasberg, Antoinette Fouque, qu’est-ce qu’une femme?…
Son premier long métrage de fiction Depuis qu'Otar est parti… (2003) est couronné par une vingtaine de prix en France et à l’étranger dont, en 2003, le grand prix de la semaine de la critique au Festival de Cannes, le prix de l'association Marguerite-Duras et le prix Michel d'Ornano à Deauville, et en 2004 le César de la meilleure première œuvre.
L'Arbre, son deuxième long métrage de fiction, est tourné en Australie avec Charlotte Gainsbourg. En sélection officielle au Festival de Cannes, il sort en 2010 en France et est nommé trois fois aux Césars 2011.
En 2013, au 66e Festival de Locarno on projette son documentaire Otar Iosseliani, le merle chanteur, consacré à Otar Iosseliani.
Son documentaire La Cour de Babel, sorti en salles en mars 2014, est sélectionné dans plusieurs festivals, dont ceux de New York, Rome, Abu Dhabi, Sheffield, Rio, Montréal, Tokyo, Le Caire, San Francisco... Il est nommé aux Césars et sacré « meilleur documentaire » des Trophées francophones du cinéma.
Elle diffuse ensuite en salles son documentaire Dernières Nouvelles du cosmos (novembre 2016), qui a reçu le prix du public des Rencontres du cinéma documentaire à Montreuil et le grand prix du Festival international du film sur l'art à Montréal (2018), et est nommé aux Lumières de la presse internationale et aux César 2017. 
Son dernier long métrage de fiction, La Dernière Folie de Claire Darling avec Catherine Deneuve et Chiara Mastroianni, sorti en salle en février 2019 est le 120e film de Catherine Deneuve.

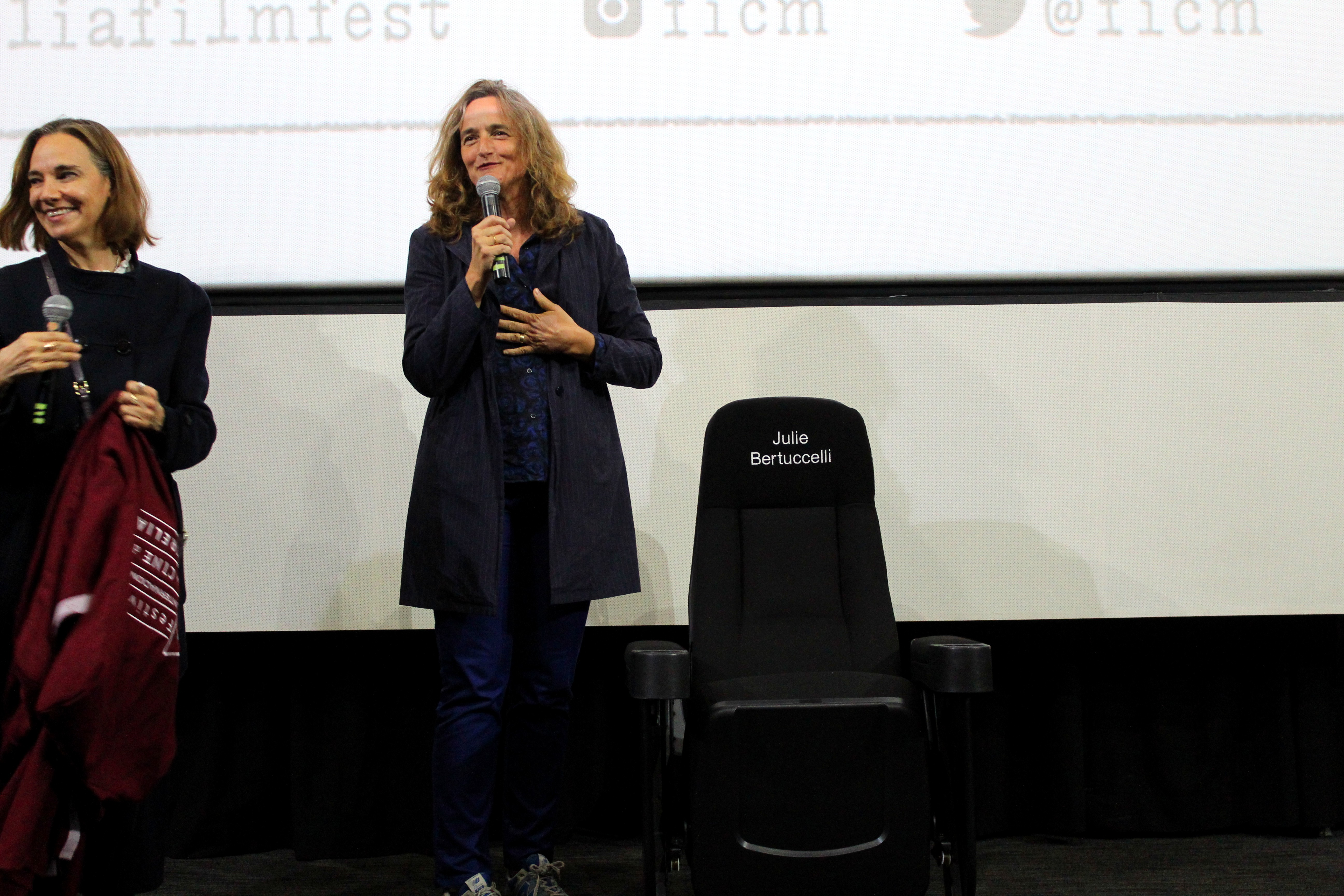
Hommage à Julie Bertuccelli au Festival international du film de Morelia (FICM), au Mexique le 26 octobre 2022.

Le 26 octobre 2022, elle est honorée au Festival international du film de Morelia (FICM, à Morelia au Mexique), en se voyant remettre un siège symbolique pour sa grande carrière dans le cinéma, avec la présentation de son documentaire Jane Campion, la Femme Cinéma.

#### Activités connexes
Julie Bertuccelli préside la Société civile des auteurs multimédia (Scam) de 2013 à 2015 (première femme à cette fonction dans l’histoire de l’institution), puis à nouveau de 2017 à 2019. En 2015, avec la complicité de Thierry Frémaux, délégué général du Festival de Cannes, elle crée L'Œil d'or qui distingue un documentaire extrait de l’ensemble des sélections du Festival. Depuis juin 2017, elle préside la toute nouvelle Cinémathèque du documentaire, qu’elle a créée avec le soutien de la Scam. Elle a également été coprésidente avec Michel Hazanavicius de l'Société civile des auteurs, réalisateurs et producteurs (ARP) en 2016.
Elle est membre du collectif 50/50 qui a pour but de promouvoir l’égalité des femmes et des hommes et la diversité dans le cinéma et l’audiovisuel,. Depuis 2021, elle codirige le département réalisation de La Fémis.

### Vie privée
Julie Bertuccelli est la veuve du directeur de la photographie de cinéma Christophe Pollock.

## Filmographie sélective

### Réalisatrice

#### Documentaires de télévision
- 1993 : Un métier comme un autre
- 1994 : Une liberté !
- 1997 : La Fabrique des juges
- 1999 : Bienvenue au grand magasin
- 2000 : Les Îles Éoliennes (série Voyages, Voyages)
- 2006 : Un monde en fusion
- 2006 : Otar Iosseliani, le merle siffleur (série Cinéastes de notre temps)
- 2008 : Le Mystère Glasberg
- 2008 : Antoinette Fouque, qu'est-ce qu'une femme (série Empreintes)

#### Documentaires de cinéma
- 1995 : Un dimanche en champagne
- 1995 : Le Jongleur de Notre-Dame
- 1996 : Trait d'union
- 1996 : Saint-Denis, les couleurs de la ville
- 2007 : Stage Les chantiers nomades : l'acteur concret au cinéma, autour des objets
- 2013 : Otar Iosseliani, le merle chanteur[7]
- 2014 : La Cour de Babel
- 2016 : Dernières Nouvelles du cosmos
- 2022 : Jane Campion, la Femme Cinéma

#### Longs métrages de fiction
- 2003 : Depuis qu'Otar est parti…
- 2010 : L'Arbre
- 2018 : La Dernière Folie de Claire Darling

### Scénariste
- 2002 : Depuis qu'Otar est parti…
- 2010 : L'Arbre
- 2018 : La Dernière Folie de Claire Darling

### Assistante de réalisation
- 1988-1990 : (séries télévisées) Salut les homards, Les Six Compagnons, Souris noire dont un épisode de Pierre Étaix
- 1990 : Aujourd'hui peut-être... de Jean-Louis Bertuccelli
- 1990 : Kaminsky, un flic à Moscou de Stéphane Kurc
- 1991 : La Chasse aux papillons de Otar Iosseliani
- 1992 : Prêcheur en eau trouble (téléfilm) de Georges Lautner
- 1992 : Promenades d'été de René Féret
- 1992 : Trois couleurs : Bleu de Krzysztof Kieślowski
- 1992 : Trois couleurs : Blanc de Krzysztof Kieślowski
- 1993 : Les Dessous du Moulin Rouge de Nils Tavernier
- 1994 : Le Clandestin de Jean-Louis Bertuccelli
- 1994 : Madame Jacques sur la Croisette de Emmanuel Finkiel
- 1995 : L'Appât de Bertrand Tavernier
- 1995 : Le Bel Été 1914 de Christian de Chalonge
- 1996 : Brigands, chapitre VII de Otar Iosseliani
- 1997 : Un soir après la guerre de Rithy Panh

## Distinctions

### Récompenses

#### Festival de Cannes
- 2003 : Grand prix de la semaine de la critique pour Depuis qu'Otar est parti…
- 2003 : Grand Rail d'or pour Depuis qu'Otar est parti…
- 2010 : Film de clôture pour L'Arbre

#### César
- 2004 : César de la meilleure première œuvre de fiction pour Depuis qu'Otar est parti…
- 2004 : Nomination César du meilleur scénario original pour Depuis qu'Otar est parti…
- 2004 : Nomination César du meilleur espoir féminin pour Dinara Droukarova dans Depuis qu'Otar est parti…
- 2011 : Nomination César de la meilleure adaptation pour L'Arbre
- 2011 : Nomination César de la meilleure actrice pour Charlotte Gainsbourg dans L'Arbre
- 2011 : Nomination César de la meilleure musique pour Grégoire Hetzel dans L'Arbre
- 2015 : Nomination César du meilleur film documentaire pour La Cour de Babel
- 2017 : Nomination César du meilleur film documentaire pour Dernières Nouvelles du cosmos

#### Autres nominations et récompenses
- 1998 : prix du Patrimoine au festival Cinéma du réel pour La Fabrique des juges
- 2001 : grand prix du meilleur scénariste pour Depuis qu'Otar est parti…
- 2001 : lauréate Émergence 2001, résidence artistique consacrée à la réalisation cinématographique, pour Depuis qu'Otar est parti…
- 2003 : nomination pour le prix Duo réalisateur-producteur, Le Film français pour Depuis qu'Otar est parti…
- 2003 : mention spéciale au prix FIPRESCI à la Viennale pour Depuis qu'Otar est parti…
- 2003 : prix Michel-d'Ornano du meilleur scénario de long métrage remis lors du Festival du cinéma américain de Deauville pour Depuis qu'Otar est parti…
- 2004 : prix du Syndicat de la critique du Meilleur premier film français pour Depuis qu'Otar est parti…
- 2004 : prix Lumières du meilleur scénario, de la Critique internationale en France, pour Depuis qu'Otar est parti…
- 2004 : prix Marguerite-Duras pour Depuis qu'Otar est parti…
- 2004 : prix SACD du Nouveau talent cinéma pour Depuis qu'Otar est parti…
- 2004 : prix du public du Festival de Mulhouse pour Depuis qu'Otar est parti…
- 2004 : prix Michel-Simon du Festival de Mulhouse pour Dinara Droukarova dans Depuis qu'Otar est parti…
- 2004 : nomination au prix du public du meilleur réalisateur au prix du cinéma européen pour Depuis qu'Otar est parti…
- 2004 : prix du meilleur scénario au Festival du nouveau cinéma de Montréal pour Depuis qu'Otar est parti…
- 2004 : mention spéciale du jury au Festival international du film de Varsovie pour Depuis qu'Otar est parti…
- 2004 : grand prix ex aequo au Festival international du film de Belgrade pour Depuis qu'Otar est parti…
- 2004 : grand prix au Festival international de cinéma de Tromsø pour Depuis qu'Otar est parti…
- 2004 : prix Milagro au Festival du film de Santa Fe pour Depuis qu'Otar est parti…
- 2004 : prix Signis au Festival international du film de Hong Kong pour Depuis qu'Otar est parti…
- 2004 : prix de la jeunesse du Festival français d'Athènes et des Balkans pour Depuis qu'Otar est parti…
- 2004 : prix du public au Festival d'Athènes pour Depuis qu'Otar est parti…
- 2004 : prix du meilleur scénario et prix d'interprétation féminine pour les 3 comédiennes au Festival international de cinéma de Durban pour Depuis qu'Otar est parti…
- 2004 : grand prix du Festival international du film de femmes de Salé 2004 pour Depuis qu'Otar est parti…
- 2017 : Prix du public des Rencontres du cinéma documentaire de Montreuil 2017 pour Dernières Nouvelles du cosmos
- 2018 : Grand prix du Festival international du film sur l'art pour Dernières Nouvelles du cosmos

### Décoration
- Chevalière de la Légion d'honneur le 14 juillet 2018[16]